# Episodi di Rombi di tuono e cieli di fuoco per i Biocombat (terza stagione)
La terza stagione della serie animata Rombi di tuono e cieli di fuoco per i Biocombat è stata trasmessa negli Stati Uniti dal 25 ottobre 1998 al 7 maggio 1999, mentre in Italia dall'11 al 27 luglio 2000.
| N° | Titolo italiano                | Titolo originale      | Prima TV USA     | Prima TV Italia |
| -- | ------------------------------ | --------------------- | ---------------- | --------------- |
| 1  | L'alba di una nuova era        | Optimal Situation     | 25 ottobre 1998  | 11 luglio 2000  |
| 2  | Dal profondo degli abissi      | Deep Metal            | 1º novembre 1998 | 12 luglio 2000  |
| 3  | Uniti si vince                 | Changing of the Guard | 8 novembre 1998  | 13 luglio 2000  |
| 4  | Progetti oscuri                | Cutting Edge          | 15 novembre 1998 | 14 luglio 2000  |
| 5  | Mille emozioni (prima parte)   | Feral Scream: Part 1  | 31 gennaio 1999  | 17 luglio 2000  |
| 6  | Mille emozioni (seconda parte) | Feral Scream: Part 2  | 7 febbraio 1999  | 18 luglio 2000  |
| 7  | In fuga                        | Proving Grounds       | 14 febbraio 1999 | 19 luglio 2000  |
| 8  | Il raggio distruttore          | Go With the Flow      | 18 febbraio 1999 | 20 luglio 2000  |
| 9  | Addio Aracnia                  | Crossing the Rubicon  | 22 febbraio 1999 | 21 luglio 2000  |
| 10 | Uniti per sempre               | Master Blaster        | 15 marzo 1999    | 24 luglio 2000  |
| 11 | Un nuovo amico!                | Other Victories       | 5 maggio 1999    | 25 luglio 2000  |
| 12 | Destini (prima parte)          | Nemesis: Part 1       | 6 maggio 1999    | 26 luglio 2000  |
| 13 | Destini (seconda parte)        | Nemesis: Part 2       | 7 maggio 1999    | 27 luglio 2000  |

## L'alba di una nuova era
- Titolo originale:
- Diretto da: Steve Sacks
- Scritto da: Bob Forward

### Trama
Mentre i Maximal cominciano a svanire dal flusso del tempo, Black Arachnia cambia fazione e salva Commander con una macchina di supporto vitale. La tempesta svanisce ma Commander è ancora in pericolo così Black Jack decidere di prendere e tenere la scintilla del suo antenato nel proprio corpo, per tenerla al riparo fino a quando il corpo di Commander non sarà stato riparato. L'energia proveniente dalla scintilla del leader Autobot permette a Black Jack di acquisire una nuova forma, che mantiene l'originale forma animale di gorilla ma unisce l'abilità di guida di Commander a quella di volo del capo dei Maximal, potendo diventare ora sia un carro armato che un jet. Nel frattempo Granchior, ancora vivo, distrugge i supporti dell'Axalon, facendola cadere nell'acqua sottostante, nonostante l'intervento di Ghepard e Black Jack. Quest'ultimo poi restituisce la scintilla al corpo del suo antenato, una volta terminate le riparazioni. Rendendosi conto che Megatron continuerà a colpire l'Arca, i Maximal raccolgono quello che possono salvare dal relitto dell'Axalon e iniziano a trasformare il vulcano intorno alla nave Autobot in una nuova base.

## Dal profondo degli abissi
- Titolo originale:
- Diretto da: Owen Hurley
- Scritto da: Larry DiTillio

### Trama
Abyssis, un Maximal proveniente dalla Colonia Omicron, arriva sul pianeta Terra in cerca della Protoforma X, deciso a vendicarsi di Granchior per aver ucciso i suoi compagni molto tempo fa. La frustrazione di Abyssis, ossessionato dalla vendetta, lo allontana dagli altri Maximal.

## Uniti si vince
- Titolo originale:
- Diretto da: Steve Sacks
- Scritto da: Evan Carlos Somers

### Trama
Dopo aver fallito a impostare le difese della nuova base intorno all'Arca, i Maximal provano a recuperare il computer Sentinella dal relitto della  Axalon . Rattilus guida un sottomarino nella nave sommersa, dove è attaccato da Granchior. Abyssis arriva ma vuole solo uccidere il suo vecchio nemico. Senza l'aiuto di Abyssis, Fòrmicon e Punginator rubano Sentinella ai Maximal e lo installano nella base dei Predacon.

## Progetti oscuri
- Titolo originale:
- Diretto da: Trenton Carlson
- Scritto da: Ian Weir

### Trama
Megatron invia diversi prototipi di cyber-raptor, cloni di Dinobot non trasformanti come quello che creò anni addietro, per attaccare i primi esseri umani e i Maximal. Ghepard e Rattilus fanno di tutto per soccorrere gli esseri umani ma sono questi a scoprire il modo per annientare queste creature. Nell'episodio Megatron comprende che colui che perfezionerà per primo la nuova tecnologia trametallica, riuscirà a determinare l'esito della guerra.

## Mille emozioni (prima parte)
- Titolo originale:
- Diretto da: John Pozer
- Scritto da: Greg Johnson

### Trama
Megatron sta per creare un clone transmetallico di Dinobot completo e trasformante usando una protoforma Maximal, e, per potenziarne la scintilla, la fonde col frammento della scintilla di Granchior. Ghepard ed Abyssis tentano di interrompere il processo. Nonostante il combattimento, il Maximal nella protoforma nasce come TwoDinobot e la macchina subisce un'esplosione in séguito alla quale Ghepard viene dato per morto. Poco dopo, i Predacon sono sott'attacco di una feroce bestia misteriosa, mentre Black Jack parte in missione per cercare il felino, che inaspettatamente si presenta alla base pesantemente danneggiato.

## Mille emozioni (seconda parte)
- Titolo originale:
- Diretto da: Steve Sacks
- Scritto da: Jules Dennis

### Trama
Dopo esser tornato alla base, Ghepard ha degli incubi e ben presto si trasforma nella bestia dell'episodio precedente. Gli altri Maximal iniziano a dare la caccia alla creatura, senza sapere che si tratta di Ghepard. Megatron rivendica la proprietà del nuovo Ghepard di tipo transmetal 2 e invia TwoDinobot a catturarlo. Nel tentativo di difendersi, il felino sfrutta la sua nuova forma e sconfigge TwoDinobot, ricongiungendosi così agli altri Maximal, con la sua nuova forma.

## In fuga
- Titolo originale:
- Diretto da: William Lau
- Scritto da: Arthur Sellers

### Trama
La lontananza dai Predacon provoca alcuni problemi in senno alla matrice di Black Arachnia. Dopo aver sentito Black Jack e Rhinox discutere della sua riprogrammazione da Predacon a Maximal, Arachnia crede che il capo dei Maximal abbia deciso di rimuovere chirurgicamente il suo nucleo Predacon senza avere considerato il rischio per lei e così abbandona la base. Mentre si trova in fuga, viene inseguita da TwoDinobot. Grifo va all'inseguimento, la salva dal velociraptor e le chiede spiegazioni sul suo abbandono; a questo punto lei gli rivela il motivo per cui è fuggita. Una volta tornata alla base, affronta Black Jack sull'argomento e lui le dice che, nonostante la riprogrammazione possa essere soltanto un vantaggio per lei, è e sarà sempre sua la scelta di sottoporsi o meno all'intervento. Dopo aver compreso che la minaccia per la sua vita è finita, si riunisce ai Maximal.

## Il raggio distruttore
- Titolo originale:
- Diretto da: Cal Shumiatcher
- Scritto da: Bob Forward

### Trama
Megatron rapisce una giovane proto-umana, Una, per terminare un raggio distruttore gigante che colpisce e danneggia tutti i Cybertroniani, Predacon compresi, ma non gli umani. Una segue le indicazioni di Megatron ma Rattilus ed Abyssis arrivano a salvarla mentre questa sta distruggendo la macchina involontariamente. Nonostante questi danni, Megatron compone il cannone ma quest'ultimo esplode dopo che Una si porta via un componente per gioco. Intanto il rapporto tra Rattilus ed Abyssis, nonostante i battibecchi continui, diventa sempre più forte, come un tempo lo era tra Rattilus e Dinobot.

## Addio Arachnia
- Titolo originale:
- Diretto da: Trenton Carlson
- Scritto da: D.C. Fontana

### Trama
Black Arachnia tenta di diventare un biocombat transmetallico con l'ausilio di un dispositivo alieno rubato. Tuttavia, a causa dell'intervento di Grifo, l'esperimento prende una terribile piega e minaccia la sua vita. Rhinox, per salvarla, viaggia nel suo subconscio per cercare di liberarla di quel dispositivo Predacon che tempo prima riprogrammò la sua protoforma, ma Tarantulas e i Predacon disturbano l'operazione danneggiando la base e riescono indirettamente a distruggere Arachnia. Tuttavia, mentre Grifo si scatena su Tarantulas in cerca di vendetta, il dispositivo alieno re-incanala la scintilla di Black Arachnia in un corpo transmetallico di tipo 2, creando una nuova guerriera, ora totalmente Maximal.
- L'episodio è stato scritto da D.C. Fontana, celebre sceneggiatrice e produttrice, unitamente a Gene Roddenberry e Gene L. Coon, della serie televisiva Star Trek (1966-1969), che ha contribuito in modo sostanziale a definirne l'universo e i personaggi che la compongono.[1][2][3]

## Uniti per sempre
- Titolo originale:
- Diretto da: Steve Sacks
- Scritto da: Eric Torin

### Trama
Durante un attacco alla base Maximal, Black Jack viene colpito con un cyberbug perforante che permette a Serpex di prendere il controllo del suo corpo. Tarantulas e Serpex formano un'alleanza per distruggere l'Arca e Megatron. Megatron vuole entrare nella base per utilizzare la scintilla dell'originale Megatron per migliorare il suo corpo, come ha fatto Black Jack con Commander. Una volta che Megatron assorbe la scintilla del suo omonimo, Tarantulas ordina a Serpex di gettare Megatron nella lava per ucciderlo. I due entrano nell'Arca con l'intento di farla auto-esplodere. Dopo aver programmato l'autodistruzione, escono e trovano Megatron che risorge dalla lava, mostrando il suo nuovo corpo, quello di un gigantesco drago rosso sputa-fuoco di tipo transmetal 2. Non solo la scintilla del primo Megatron, ma anche la lava ha mutato il suo corpo, rendendolo più forte che mai.
Nel frattempo Black Arachnia riesce a fermare il piano di Tarantulas, utilizzando la sua conoscenza dell'Arca.

## Un nuovo amico!
- Titolo originale:
- Diretto da: William Lau
- Scritto da: Larry DiTillio

### Trama
Serpex viene processato per il tradimento di Megatron ma il giudizio viene interrotto quando i Vok inviano Tigerhawk, una fusione soprannaturale di Tigertron e Falcon Lady, per fermare l'interferenza di Megatron con il tempo. Tigerhawk non sa, tuttavia, che Megatron ha parte della scintilla del suo predecessore, il Megatron originale, in sé e che quindi, distruggendo il leader dei Predacon, egli causerebbe un'altra tempesta temporale. Al suo arrivo, Tigerhawk distrugge la nave dei Predacon e sconfigge i Predacon. Colpendolo di spalle, Tarantulas cattura Tigerhawk e prova a terminare il suo controllo da parte dei Vok. L'esperimento va fatalmente male causando la morte di Tigerhawk, e l'arrivo di Ghepard fa sì che Tarantulas venga ucciso dal macchinario. A questo punto, terminato il controllo dei Vok, le scintille di Tigertron e Falcon Lady si riuniscono nel corpo di Tigerhawk fondendosi in una sola. Questo nuovo amico, fusione di due vecchi amici, viene accolto tra i Maximal.

## Destini (prima parte)
- Titolo originale:
- Diretto da: Ezekiel Norton
- Scritto da: Bob Forward

### Trama
Con la distruzione della base Predacon, Megatron è costretto a cercare una nuova base mentre i Maximal gli danno la caccia. Megatron invia Fòrmicon, Punginator e Serpex a trovargli la nuova base mentre lui va con TwoDinobot e Granchior a cercare le macerie della tana di Tarantulas per scovare qualcosa che possa cambiare le sorti per i Predacon. I tre trovano un passaggio sotterraneo che conduce a un mini-sommergibile che corre su una pista sommersa, costruita da Tarantulas, che in realtà porta alla Nemesi, la nave da guerra Decepticon pilotata dal Megatron originale che ha attaccato l'  Arca  lungo il viaggio fino alla Terra. Abyssis viene inviato a distruggere il colosso sommerso ma si sacrifica per distruggere Granchior con una lastra di Energon grezzo. La morte di Granchior fa urlare TwoDinobot di dolore, poiché un frammento della scintilla del crostaceo era stato fuso con la scintilla del velociraptor alla sua creazione. Tuttavia, la Nemesi sorge dal mare, con Megatron al timone. Nel frattempo, Punginator rompe con Serpex e Fòrmicon e chiude con le guerre animali dichiarando di volere la tranquillità.

## Destini (seconda parte)
- Titolo originale:
- Diretto da: Steve Sacks e Cal Shumiatcher
- Scritto da: Simon Furman

### Trama
La Nemesi si dimostra una sciagura sotto l'ormai folle Megatron, uccidendo sia Maximal che Predacon indistintamente. Tigerhawk viene bruciato vivo con un grande cannone di energia nel tentativo di distruggerla, e Fòrmicon e Serpex vengono uccisi nel bizzarro tentativo di Megatron di far fuori un gruppo di proto-umani per puro sadismo. Black Jack affronta da solo il suo nemico nella Nemesi mentre TwoDinobot decide di aiutare i Maximal inviando loro dati riguardo all'Arca. Questa è una conseguenza dell'indipendenza della sua scintilla, che apparentemente gli permette di pensare da solo e di essere più simile al Dinobot originale, poiché pare che TwoDinobot abbia gli stessi ricordi dell'originale guerriero defunto, mentre ricorda le ultime parole pronunciate dall'eroico Maximal pronunciate in "Codice dell'eroe", poiché condivide il suo DNA: ciò è dovuto pure alla morte di Granchior e, con lui, del suo frammento di scintilla che era fuso con la scintilla del velociraptor. Così il clone perde l'eco metallica della propria voce e comincia ad avere quella originariamente posseduta dal primo Dinobot e a mostrare segni del codice etico del Maximal defunto, citando il concetto di onore (che fino a quel momento il clone non aveva a cuore) quando Megatron è sul punto di scatenare la potenza di fuoco della Nemesi su un singolo proto-umano, dopo aver fisicamente provato a impedire al suo leader di aprire il fuoco sull'ominide. I Maximal ricevono i dati e scoprono una navetta Autobot nell'Arca; Rhinox la guida e si schianta contro la torre di controllo della Nemesi, tirando fuori Megatron, uscendo dalla parte opposta. Black Jack vorrebbe salvare TwoDinobot che però lo saluta e rimane distrutto sulla nave. La Nemesi è ormai fuori controllo e vola verso il Sud America, dove sarebbe stata scoperta durante la Grande Guerra. A bordo della navetta Autobot, i Biocombat sono festanti e contenti di aver evitato un paradosso temporale. I Maximal tornano a Cybertron trionfanti, portando con loro Megatron come prigioniero. Alla fine dell'episodio, Punginator, che ha abbandonato i Predacon, viene adorato dai protoumani e dichiara che adesso "finalmente è contento".
- In una scena tagliata, Black Jack strappa la scintilla del Megatron originale dal petto dell'ex capo dei Predacon e la riporta nel suo corpo legittimo, il Megatron originale, capo dei Decepticon.